# Annie Ilonzeh
Annie Ngasi Ilonzeh (Grapevine (Texas), 23 augustus 1983) is een Amerikaanse actrice. 

## Biografie
Ilonzeh werd geboren in Grapevine (Texas) bij een Igbo vader en blanke moeder. 
Ilonzeh begon in 2007 met acteren in de televisieserie How I Met Your Mother, waarna zij nog meerdere rollen speelde in televisieseries en films. Zij is vooral bekend van haar rol als Maya Ward in de televisieserie General Hospital, waar zij in 79 afleveringen speelde (2010-2011). 

## Filmografie

### Films
- 2022: Agent Game - als visser
- 2018: Staties - als Eliza Cortez
- 2018: Peppermint - als FBI-agente Lisa Inman
- 2017: Til Death Do Us Part - als Madison / Kate
- 2017: All Eyez on Me - als Kidada Jones
- 2013: Hatfields & McCoys - als Shannon Hatfield
- 2013: Killer Reality - als Hayley Vance
- 2010: Percy Jackson & the Olympians: The Lightning Thief - als Aphrodite-meisje
- 2009: Miss March - als mooi meisje
- 2009: He's Just Not That Into You - als mooi meisje

### Televisieseries
Uitgezonderd eenmalige gastrollen.
- 2021: The Lower Bottoms - als Beulah Rhodes - 5 afl.
- 2018-2020: Chicago Fire  - als paramedicus Emily Foster - 42 afl.
- 2018-2020: Chicago P.D. - als paramedicus Emily Foster - 4 afl.
- 2015-2016: Person of Interest - als Harper Rose - 5 afl.
- 2016: Empire - als Harper Scott - 4 afl.
- 2015: Graceland - als Courtney Gallo - 3 afl.
- 2013-2014: Beauty and the Beast - als Beth Bowman - 2 afl.
- 2012-2014: Arrow - als Joanna de la Vega - 8 afl.
- 2013: Drop Dead Diva - als Nicole Hamill - 7 afl.
- 2013: Diary of a Champion - als Ciara Tryce - 2 afl.
- 2012-2013: Switched at Birth - als Lana Bracelet - 8 afl.
- 2011: Charlie's Angels - als Kate Prince - 8 afl.
- 2010-2011: Entourage - als Rachel - 3 afl.
- 2010-2011: General Hospital - als Maya Ward - 79 afl.
- 2009-2010: Melrose Place - als Natasha - 2 afl.

- Gemeinsame Normdatei: 1115356666
- Library of Congress Control Number: no2020128469
- Virtual International Authority File: 2565147605348857760003